# Chiffonade

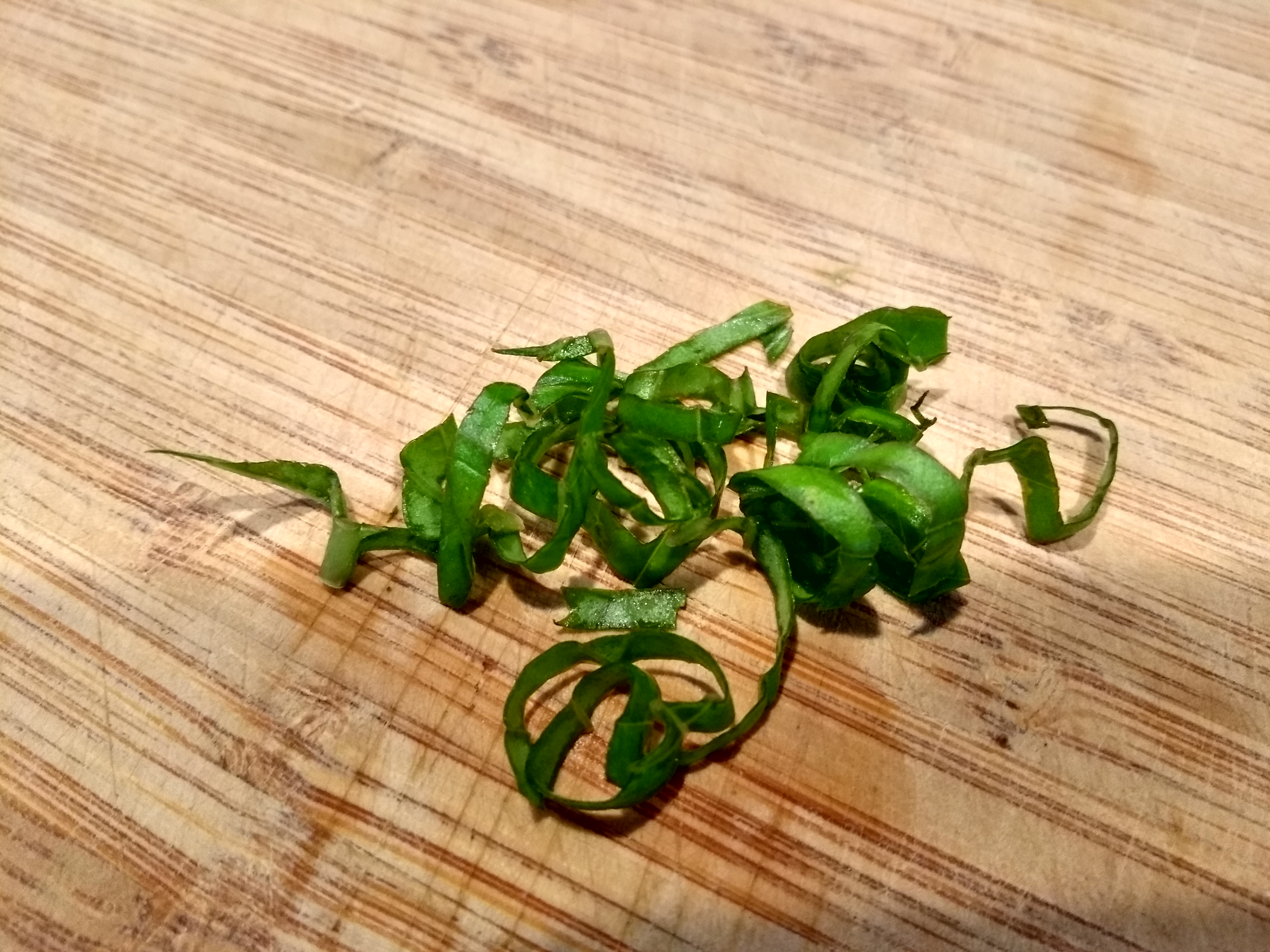
Chifonada de albahaca.

El corte en chifonada (del francés, chiffonade /ʃi.fɔ.nad/) es un corte de cocina empleado específicamente para las verduras de hoja grande y consiste en enrollar las hojas sobre sí mismas y luego seccionarla en tiras finas y alargadas.
Se suele emplear en vegetales de hoja como la lechuga, espinacas, albahaca, hojas de endibia, acedera, etc. No se recomienda, sin embargo, para hierbas con hojas pequeñas, estrechas o irregulares (cilantro, perejil, tomillo, romero...). También se puede aplicar a otros alimentos enrollables, como las crêpes o las tortillas de maíz. 
En ocasiones, se denomina «chifonada» a los platos que contienen la verdura cortada con este estilo pero servida cruda o rehogada en mantequilla y empleada a veces como guarnición. La palabra proviene del francés chiffonner que significa arrugar.

## Técnica
Para poder hacer una 'ch se debe proceder bajo los siguientes pasos:
1. Remojar en agua abundante las hojas de las verduras y apilarlas ya ligeramente secas, dependiendo del grosor de las hojas se puede hacer una pila de cuatro o cinco hojas (en el caso de la albahaca se mancionan hasta 10 hojas). Se aconseja que se pongan las hojas más grandes en la parte inferior de la pila.
2. Se enrollan las hojas siguiendo el eje del nervio (que en algunos casos puede haber sido quitado previamente) quedando una especie de rollo bien prieto.
3. Se procede a cortar transversalmente en cortes de 2 a 3 milímetros de grosor, lo que produce 'hilos' de verdura denominados chifonade.

El resultado final es una verdura muy fina con estructura de hilos.